# Zeche Christa
Unter dem Namen Zeche Christa sind in Nordrhein-Westfalen insgesamt drei Kleinzechen bekannt. Diese drei Zechen wurden, teilweise zur gleichen Zeit, im Wittener Ortsteil Vormholz betrieben. Es waren die Kleinzechen Christa I, Christa II und Christa III. Die höchste Förderung wurde im Jahr 1960 von der Zeche Christa II erbracht. Die Zechen sind aus einer Umbenennung der Zeche Flöz Finefrau entstanden.

## Geschichte

### Die Anfänge als Flöz Finefrau
Besitzer dieser Kleinzeche war Erich Benken, die Zeche befand sich südlich der Berghauser Straße im Grubenfeld Maximus. Am 1. März 1949 wurde die Zeche in Betrieb genommen. Im Jahre 1950 war die Zeche von März bis November außer Betrieb, in der übrigen Zeit wurden mit fünf Bergleuten 199 Tonnen Steinkohle gefördert. Im Jahr 1951 waren 14 Bergleute auf dem Bergwerk beschäftigt, es wurden 1013 Tonnen Steinkohle gefördert. Im Jahr 1955 übernahm Willi Decker die Leitung des Bergwerks. Im Jahr 1955 wurden mit acht Bergleuten 1099 Tonnen Steinkohle gefördert. Aus dem Jahr 1956 stammen die letzten bekannten Förder- und Belegschaftszahlen des Bergwerks, mit acht Bergleuten wurde die maximale Förderung des Bergwerks erbracht, sie lag bei 2847 Tonnen Steinkohle. Im darauffolgenden Jahr erfolgte die Umbenennung in Zeche Christa.

### Die weiteren Jahre als Christa
Besitzer der drei Kleinzechen mit dem Namen Christa (I-III) war zunächst noch Erich Benken, wenig später dann die Firma Willi Decker & Co auf. Der Abbau erfolgte im Muttental in der Nähe des Oberste-Berghaus. Bis zu einer Teufe von 20 Metern, der ehemaligen Sicherheitszone, wurde im Flöz Geitling Steinkohle abgebaut. Die Kleinzechen Christa wanderten dabei, dem Flözverlauf folgend, in westlicher Richtung vor. Die Grubenwässer wurden über den St. Johannes Erbstollen abgeleitet. Die Tagesanlagen und die Schächte folgten dem Abbaufortschritt. Es ist anzunehmen, dass die Bergleute je nach Bedarf auf den teilweise gleichzeitig betriebenen Zechen arbeiteten.

#### Christa I
Die Zeche Christa I war ab dem Jahr 1957 in Betrieb. Im ersten Jahr wurden mit sieben Bergleuten 665 Tonnen Steinkohle gefördert. Im Jahr 1959 wurden mit sechs Bergleuten zusammen aus den Zechen Christa I und Christa II 2534 Tonnen Steinkohle gefördert. Im Jahr 1960 wurde die Zeche Christa I stillgelegt.

#### Christa II
Die Zeche Christa II war ebenfalls ab dem Jahr 1957 in Betrieb und befand sich an der Berghauser Straße. Im Jahr der Inbetriebnahme wurden bereits 1182 Tonnen Steinkohle gefördert. Im Jahr 1960 wurden mit fünf Bergleuten 2352 Tonnen Steinkohle gefördert. Die maximale Förderung wurde im Jahr 1964 erbracht, mit acht Bergleuten wurden 3402 Tonnen Steinkohle gefördert. Am 30. April 1965 wurde die Zeche Christa II stillgelegt.

#### Christa III
Über die Zeche Christa III wird nur sehr wenig berichtet, sie war ab dem Jahr 1958 in Betrieb und wurde am 25. Juni 1965 stillgelegt.